# هاميش كيث
هاميش كيث (بالإنجليزية: Hamish Keith)‏ هو كاتب نيوزلندي، ولد في 15 أغسطس 1936.